# Cloniophorus plicatus
Cloniophorus plicatus är en skalbaggsart som beskrevs av Jordan 1894. Cloniophorus plicatus ingår i släktet Cloniophorus och familjen långhorningar.
Artens utbredningsområde är:
- Gabon.
- Liberia.

Inga underarter finns listade i Catalogue of Life.